# Maubec, Tarn-et-Garonne

Maubec este o comună în departamentul Tarn-et-Garonne din sudul Franței. În 2009 avea o populație de 141 de locuitori.

## Evoluția populației
| An        | 1975 | 1982 | 1990 | 1999 | 2006 | 2009 |
| --------- | ---- | ---- | ---- | ---- | ---- | ---- |
| Populație | 218  | 191  | 160  | 148  | 140  | 141  |